# Muzaffarpur Airport
Muzaffarpur Airport är en flygplats i Indien.   Den ligger i distriktet Muzaffarpur och delstaten Bihar, i den nordöstra delen av landet, 900 km öster om huvudstaden New Delhi. Muzaffarpur Airport ligger 54 meter över havet.
Terrängen runt Muzaffarpur Airport är mycket platt. Runt Muzaffarpur Airport är det mycket tätbefolkat, med 1 573 invånare per kvadratkilometer. Närmaste större samhälle är Muzaffarpur, 7,7 km öster om Muzaffarpur Airport. Trakten runt Muzaffarpur Airport består till största delen av jordbruksmark.